# 梁川藩
梁川藩（やながわはん）は、江戸時代の一時期、陸奥国伊達郡に存した藩。現在の福島県伊達市梁川町鶴ヶ岡の梁川城跡に陣屋を置いた。当初は尾張藩徳川家の支藩（御連枝）。後には一時、松前家が入封した。

## 前史（江戸幕府以前）

### 鎌倉・室町時代
梁川城は、4代伊達政依のころから、天文元年（1532年）に伊達稙宗が桑折西山城へ移るまで、300年弱にわたって伊達氏の本城だったと考えられている。城の北方には伊達氏の氏神の梁川八幡宮があり、また、近隣には京都五山に倣って伊達政依が創建したとされる伊達五山と称される寺院があった。伊達氏が伊達郡の地頭職、後には奥州探題職などを得たことにより、伊達郡のみならず、福島盆地全体（伊達郡と信夫郡）、あるいは南奥州の要として栄えた。
伊達氏の居城が桑折西山城、さらには米沢城に移った後も梁川城は領内の重要拠点として機能し、一族や有力家臣が城主となっていた。

### 戦国・桃山時代
梁川は天正19年（1591年）まで伊達氏の領地であったが、豊臣秀吉により召し上げられて蒲生氏郷の支配地へと編入された。慶長3年（1598年）には会津120万石・上杉景勝の領地となり、旧領の奪還を望む伊達政宗との対立から緊張が高まる時期には、梁川城代として須田長義が上杉景勝から派遣された。
秀吉の死後、慶長5年（1600年）、景勝は関ヶ原の戦いに際して徳川家康に敵対し、米沢藩30万石（出羽置賜、陸奥伊達、信夫2郡）に減封され、置賜の米沢城を本拠と定めた。

## 沿革

### 米沢藩重臣の統治時代
上杉家は、信達（しんたつ）の両郡には郡代や奉行として佐藤氏や小笠原（古川）氏を置き、信夫郡の福島城、伊達郡の梁川城など両郡内の支城には、本庄氏や春日（香坂）氏、須田氏、芋川氏などを城主（城代）として統治させた。
寛文4年（1664年）、上杉景勝の孫・綱勝が、子供の無いまま急死して断絶の危機を迎えたが、綱勝の舅保科正之（3代将軍徳川家光の実弟）の尽力により、綱勝の甥で妹婿吉良義央（上野介、扇谷上杉家の女系子孫）の子の綱憲が綱勝に養子入りした結果、半知15万石で家名存続することを許された。その際、梁川城を含む伊達郡・福島城の信夫郡・高畠城のある置賜郡屋代が公収された。

### 尾張徳川家連枝
幕府直轄領となった梁川は、その後、天和3年（1683年）尾張藩2代藩主徳川光友の三男の松平義昌が入封し、3万石にて立藩した。分家の理由は尾張藩が血脈の断絶を恐れたためであり、同時期、同様の理由で尾張藩は四谷家（高須藩）、川田久保家を分家させている。梁川の立藩は、有力な外様である伊達家への楔となる親藩を求める幕府の思惑とも一致していた。享保14年（1729年）5月、3代・義真が卒去し、無嗣子のため廃絶となった。
同年9月、尾張藩3代藩主徳川綱誠の十九男の松平通春（後の徳川宗春）に改めて3万石が与えられたものの、翌享保15年（1730年）に世継を残さないまま尾張藩主徳川継友が死亡し、通春が尾張藩を相続したため、一時廃藩となった。宗家断絶を防止するという役目を果たしての廃藩であった。

### 松前家の移封
廃藩後は宝暦5年（1755年）に会津藩（松平家）飛地、宝暦6年（1756年）に磐城平藩飛地、安永7年（1778年）に幕府領、寛政2年（1790年）に再び磐城平藩飛地、享和3年（1803年）再び幕府領となっていた。文化4年（1807年）、蝦夷地召し上げに伴い松前藩主松前章広が9千石（実高1万8600石）にて転封となった。この国替えは、蝦夷交易の運上金により数万石の大名とみなされていた松前家にとって、改易に等しいものだった。転封の理由は資料により様々であるが（密貿易説、藩主の放蕩説）、転封前にロシア船に対して万全の警備をするよう沙汰があったのにもかかわらずそれを怠ったことと、幕府が蝦夷地を直接支配して北方警備を強化する方針をとったこと、後の松前家の蝦夷地復帰理由が「北方に対する備えが整ったため」であったことから、防備の軽視が転封の理由となったという立場もまた有力視されている。
梁川に転封された松前家は、まず財政難に直面した。蝦夷においては商場知行という形で知行地を家臣に与えていたが、梁川では石高制度に切り替える必要があり、その収入も家臣団を賄えないほどに激減した。松前家は財政規模に合わせて240名余りの家臣を除籍し、梁川に連れてくることができた家臣は111名であった。
松前氏が梁川で積極的に治世を行った記録は残されていない。それは藩政の方針が倹約、粗食を常とし、領民と事を構えないことを第一としたためであり、松前家はひたすら幕府や公家に蝦夷地への復帰を働きかけた。その努力が実ったのは移封から15年後の文政4年（1821年）であった。ついに国替えの沙汰が下り、松前家に蝦夷地が返還されたため梁川藩は再び廃藩となった。その後、梁川は再び幕府の管理地となるが、安政2年（1855年）には松前家の飛地領となり、明治4年に福島県に属するまで、館藩、ついで館県の一部とされた。

## 経済
主な生産物は米であるが、上杉時代の制度を踏襲して半石半永（半分を米、半分を永楽銭）で収めていたため、農民は市場で米を売る必要があった。そのために阿武隈川を利用した商業も発達していた。藩はより財源を増やすために新田開発を奨励し、特に松平家時代に新田開発が盛んであった。

## 歴代藩主

### 松平〔尾張〕家
親藩・御連枝 3万石 （1683年 - 1730年）
1. 義昌（よしまさ）〔従四位下、出雲守・少将〕　尾張藩主徳川光友の子。それまで簗川だった地名を梁川に改めた。
2. 義方（よしかた）〔従四位下、出雲守・少将・侍従〕
3. 義真（よしざね）〔従四位下、式部大輔・侍従〕
4. 通春（みちはる）〔従五位下、主計頭・侍従〕　尾張藩主徳川綱誠の子　後、尾張藩主徳川宗春となる。罪人を雇用保護して梁川東照宮を造営する東照宮建設工事した。

### 松前家
外様 9千石 （1807年 - 1821年）
1. 章広（あきひろ）〔従五位下、志摩守〕

- 現在、梁川町商業事業協同組合が発行する梁川町共通商品券「やながわ藩札」には、函館市中央図書館蔵の蠣崎波響の梁川八景より「広瀬橋微雪」をあしらっている。蠣崎波響は松前家の同族で、梁川時代の松前藩家老。多くの書画を残している。